# Ochtumsperrwerk

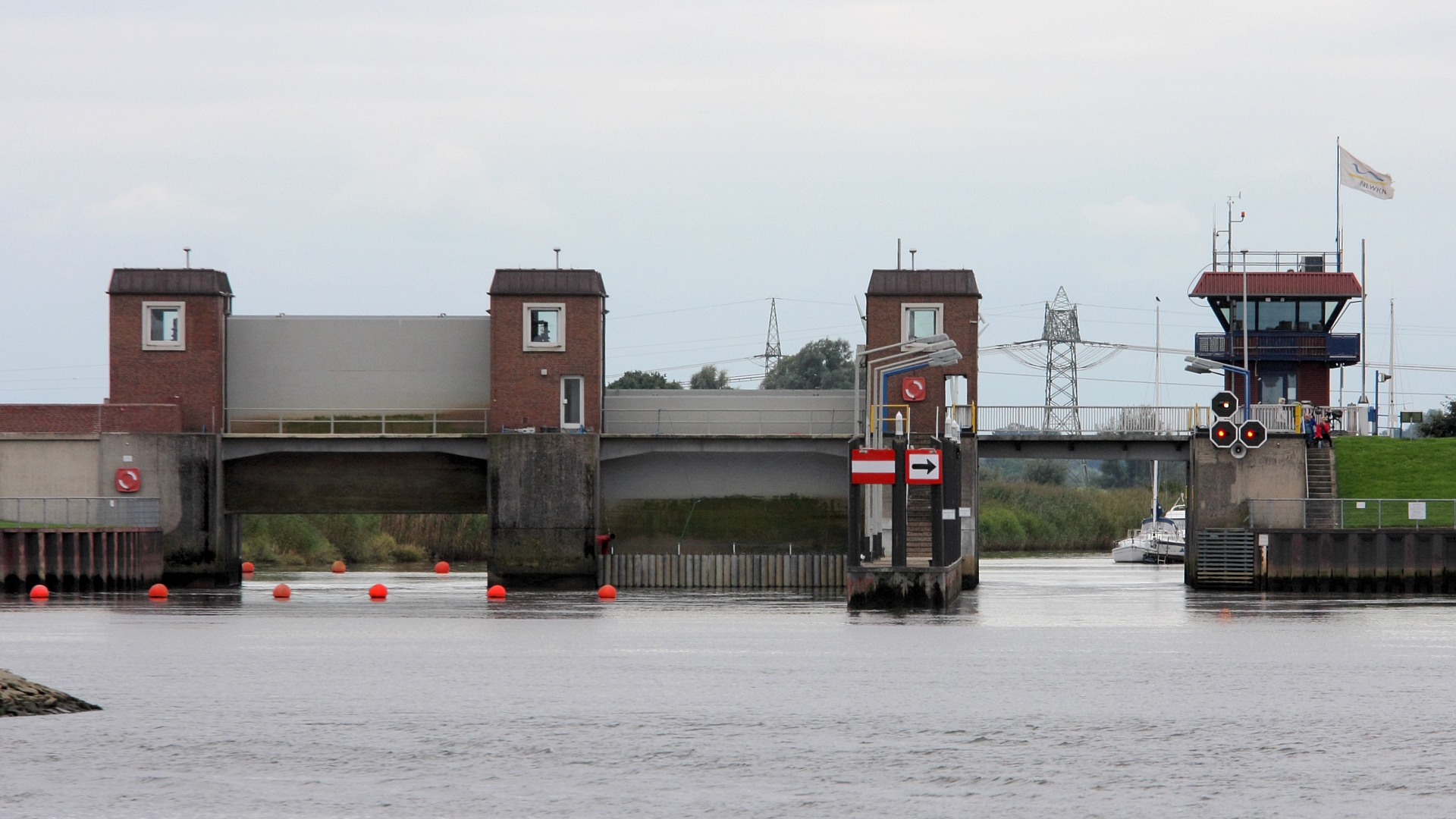
Ochtumsperrwerk von der Weser gesehen, rechts die Schleuse

Das Ochtumsperrwerk bei Lemwerder liegt an der Mündung der Ochtum in die Weser. Es dient dem Hochwasserschutz der hinter dem Sperrwerk liegenden Niederung und damit insbesondere dem Schutz von Teilen von Bremen, wo es während der Sturmflut im Februar 1962 die einzigen Todesopfer im Unterweserraum gab, Delmenhorst und Stuhr. Das Sperrwerk wurde aufgrund eines Staatsvertrages der Bundesländer Niedersachsen und Bremen errichtet.
Zusammen mit den Sperrwerken an der Lesum und der Hunte ist das Ochtumsperrwerk Teil eines Gesamtkonzepts zum Hochwasserschutz an der Unterweser, das zum 1. Oktober 1979 mit der Fertigstellung des Huntesperrwerks in Betrieb gehen konnte. Betrieben wird das Ochtumsperrwerk vom Niedersächsischen Landesbetrieb für Wasserwirtschaft, Küsten- und Naturschutz (NLWKN), Betriebsstelle Brake.
Das Sperrwerk wurde in den 1970er Jahren gebaut. In den Jahren 1971/72 begannen die Bauarbeiten, im Juli 1976 war das Sperrwerk betriebsfähig. Für die Wahl des Standorts 300 Meter oberhalb der Ochtummündung waren die Einflugschneise eines Flugplatzes sowie zwei Gasleitungen, die die Weser queren, maßgebend. Der Bau erfolgte in einem rund 1,5 Kilometer langen Durchschnitt, der das Flussbett der Ochtum und ihre Mündung ein Stück nach Südosten verlegte. Das Sperrwerk verfügt über zwei 10 Meter breite Öffnungen, die bei Hochwasser durch Hubtore verschlossen werden können. Für den starken Sportbootsverkehr auf der Ochtum wurde eine 20 Meter lange und acht Meter breite Kammerschleuse gebaut. Über das Sperrwerk führt eine Brücke. Die beiden Öffnungen werden von einer festen Brücke überspannt. Über der Schleuse befindet sich eine Klappbrücke, damit Segelboote bei der Passage ihre Masten nicht herunter klappen müssen.
Im Mittel wird das Ochtumsperrwerk 82 Mal pro Jahr geschlossen.